# Wereldbevolkingsdag

Bevolkingsdichtheid per land in 2007.

De wereldbevolkingsdag - ook wel Internationale Dag van de Bevolking genoemd en in het Engels: World Population Day - is op 11 juli 1987 door het UNFPA uitgeroepen om de aandacht te vestigen op de overbevolking van mensen op aarde.
Betreffende dag was berekend dat er 5.000.000.000 mensen zouden zijn. Anno 2011 waren dat er al 7 miljard en in 2022, 8 miljard.
Het UNFPA is onder andere van mening dat problemen door overbevolking leiden tot voedsel- en water tekorten, uitputting van grondstoffen, geen goede plaats om te kunnen wonen en het ontstaan van conflicten. 